# Hřbitov Sad Hill

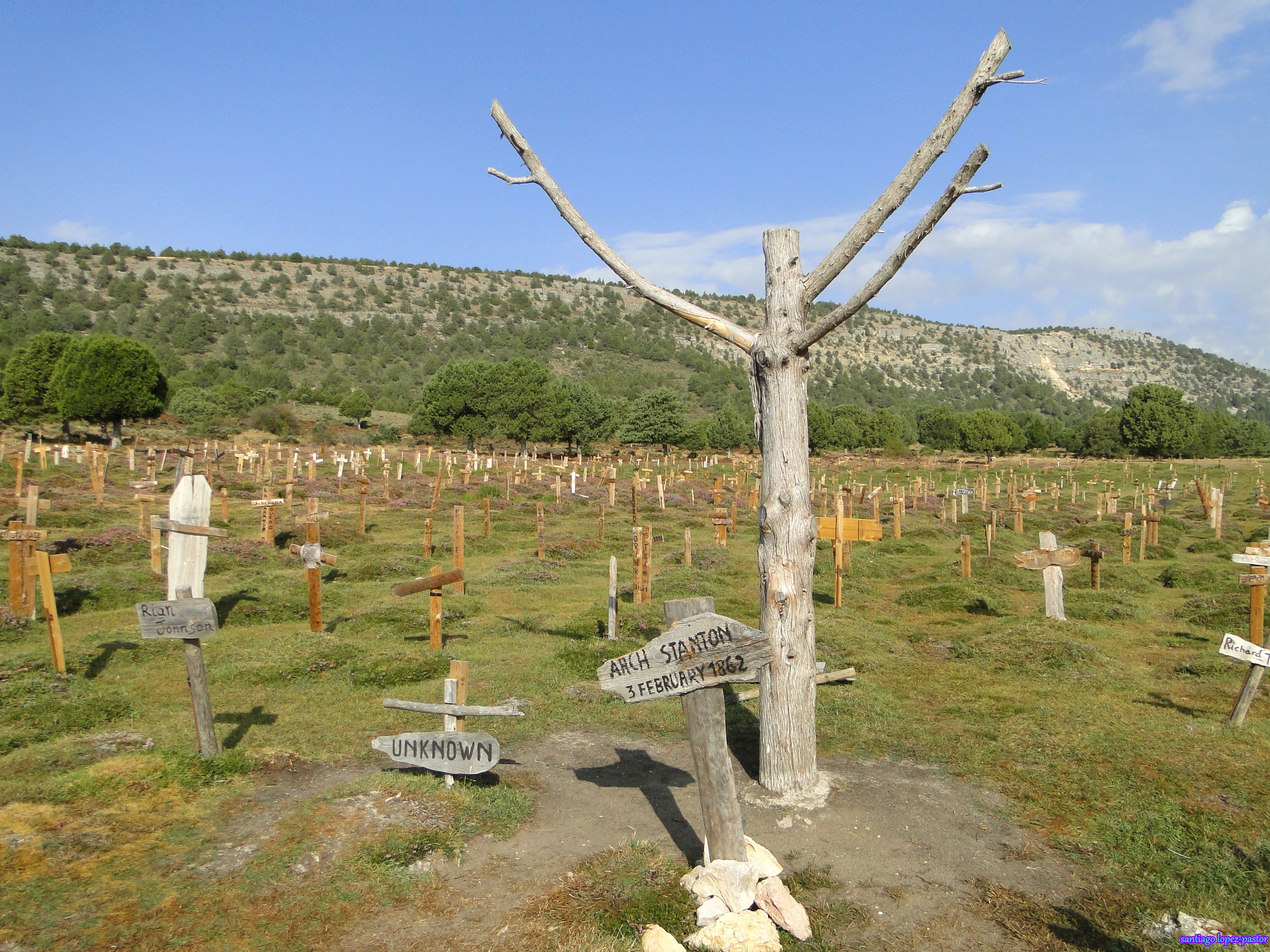
Hřbitov Sad Hill, hrob Arche Stantona.

Hřbitov Sad Hill (španělsky: Cementerio de Sad Hill; italsky: Cimitero di Sad Hill) je turistická atrakce a filmová lokalita v severním Španělsku nedaleko města Burgos. Natáčela se zde závěrečná scéna westernového filmu Hodný, Zlý a Ošklivý (1966). Hřbitov má kruhový půdorys, měří v půměru 300 metrů a nachází se na něm více než 5 tisíc fiktivních hrobů.

## Stavba
Původní hřbitov byl navržen pro účely filmu Hodný, Zlý a Ošklivý Carlem Simim a postaven v roce 1966 Španělskou armádou, po natáčení zůstalo místo pozapomenuto.
49 let po natočení filmu byl hřbitov obnoven skupinou nadšenců. Znovupostavení zabralo 2 roky. K financování projektu mohli přispět fanoušci tím, že si za 15 euro koupili na hřbitově vlastní dřevěný kříž se svým jménem. Z 5 000 kusů křížů se podařilo prodat všechny. Rekonstrukce byla zdokumentována ve filmu Sad Hill Unearthed (2017) Guillermem de Oliveirem, do dokumentu se podařilo sehnat i aktéra postavy „Hodného" Clinta Eastwooda a skladatele filmové hudby Ennia Morriconeho.